# Chrysosoma biseriatum
Chrysosoma biseriatum är en tvåvingeart som beskrevs av Octave Parent 1932. Chrysosoma biseriatum ingår i släktet Chrysosoma och familjen styltflugor. Inga underarter finns listade i Catalogue of Life.